# Zatoka Eubejska Południowa
Zatoka Eubejska Południowa (gr. Νότιος Ευβοϊκός κόλπος, Notios Ewoikos Kolpos) – zatoka Morza Egejskiego, oddzielająca wyspę Eubeę od stałego lądu Grecji. Na północnym zachodzie łączy się przez wąską cieśninę Ewripos z Zatoką Eubejską Północną. W obrębie zatoki leżą grupy wysepek Petalii i Stironisia, a także wysepka Kawalliani.